# Monokromatisk lys
Monokromatisk lys (gr. μονο- mono- "én" og χρῶμα khrōma "farve") er lys, der alene har én bølgelængde, og dermed også blot én farve. Et eksempel kan være lys, der udsendes fra en laser. I modsætning hertil består lys normalt af en blanding af stråler med mange forskellige bølgelængder.